# مؤسسة الإمارات للآداب
مؤسسة الإمارات للآداب هي مؤسسة غير ربحية تأسست عام 2013، بموجب مرسم ملكي صادر عن الشيخ محمد بن راشد آل مكتوم، حيث تدعم وترعى الأدب في دولة الإمارات العربية المتحدة والمنطقة من خلال برنامج من المبادرات الثقافية المتنوعة.كما تحتضن مهرجان طيران الإمارات للآداب، أكبر فعالية أدبية ثقافية في دولة الإمارات والعالم العربي.

## التأسيس
في عام 2013، تأسست مؤسسة الإمارات للآداب بموجب مرسوم من الشيخ محمد بن راشد آل مكتوم، نائب رئيس الدولة رئيس مجلس الوزراء في دولة الإمارات العربية المتحدة وحاكم دبي، وهي مؤسسة غير ربحية تهدف لدعم الأدب والثقافة في دولة الإمارات العربية المتحدة والمنطقة وتعزيز الحب المستمر لجميع أنواع الأدب. إدراكًا لأهمية القراءة منذ الصغر، تركز المؤسسة على تشجيع الأطفال والشباب على الاستمتاع بالقراءة من أجل المتعة. تحتضن مؤسسة الإمارات للآداب مهرجان طيران الإمارات للآداب السنوي الذي يعتبر أكبر فعالية أدبية ثقافية في دولة الإمارات العربية المتحدة والعالم العربي؛ كانت انطلاقته الأولى عام 2009 شارك فيه حوالي 65 مؤلفًا، ليستضيف في دورته الثالثة عشرة عام 2020 أكثر من 205 مؤلفًا من مختلف أنحاء العالم.
كجزء من مبادراتها، تنفذ المؤسسة جائزة أمناء مكتبات المدارس، وأسبوع اللغة العربية السنوي، ومؤتمر الترجمة الدولي ومؤتمر النشر، بالإضافة إلى برامج التعليم المدرسي على مدار العام، ونوادي الكتاب ودورات الكتابة الإبداعية. كما تمنح المؤسسة شخصية أدبية من دولة الإمارات العربية المتحدة جائزة شخصية العام في مهرجان طيران الإمارات السنوي للآداب.

## مجلس الأمناء
يتولى الإشراف على المؤسسة وإدارتها مجلس الأمناء الذي لا يقل عددهم عن خمسة:
- الشيخ أحمد بن سعيد آل مكتوم، رئيس مجلس الإدارة
- الشيخة لطيفة بنت محمد بن راشد آل مكتوم، نائبة رئيس مجلس الإدارة
- إيزابيل أبو الهول، الرئيسة التنفيذية
- د. لؤي محمد بالهول، عضو مجلس الأمناء
- د. رفيعة عبيد غباش، عضو مجلس الأمناء
- محمد أحمد المر، عضو مجلس الأمناء
- بطرس م. بطرس، عضو مجلس الأمناء

## فعاليات المؤسسة

### مهرجان طيران الإمارات للآداب
وهو فعالية سنوية تقام في دبي تحت تنظيم مؤسسة الإمارات للآداب لرفد وتعزيز مكانة ودور الكتب والقراءة ولإثراء الثقافة والأدب، انطلق لأول مرة عام 2009، ويعد من أبرز المهرجانات الأدبية العالمية وإحتفالية أدبية عربية تحتفي بالكلمة المكتوبة والمقروءة، ويسهم المهرجان في توعية الجماهير وتعزيز فهمهم للثقافات المتعددة، وللدور الذي يؤديه الأدب في تغيير الثقافات، ويوفر مهرجان طيران الإمارات فرصة للالتقاء بالمؤلفين المحليين والعالميين، وحضور المناقشات وورش العمل والمشاركة في المسابقات وبرامج التوعية الشاملة التي تسعى لتعليم وتثقيف الفئات العمرية المختلفة.

### الفصل الأول: زمالة الإمارات للآداب وصِدِّيقي للكتّاب
أطلقت مؤسسة الإمارات للآداب برنامج «الفصل الأول: زمالة الإمارات للآداب وصِدِّيقي للكتّاب» في نوفمبر 2021 بالشراكة مع مجموعة صديقي القابضة، وهي أول زمالة عالمية للروائيين في المنطقة، تتطلع إلى الارتقاء بمهارات الكتّاب وتنمية مواهبهم بما يتيح لهم الحصول على مكانة مهمة في عالم الكتابة والتواصل مع وكلاء الأدب والناشرين في جميع أنحاء العالم، ويوفر البرنامج التدريبي لزمالة الإمارات للآداب وصديقي للكتّاب، والذي يمتد لعام كامل، لكل الكتّاب المنتسبين 6 جلسات إرشاد فردية، مدة كل جلسة 60 دقيقة، و40 ساعة من التعليم الإرشادي تتضمن 6 جلسات حضورية تتضمن الورش، والمحاضرات، والمناقشات للكتّاب والخبراء الضيوف، وجلسات مخصصة للتحرير، والأسلوب، وإعادة الصياغة، وكيفية تقديم العمل للجهات المعنية بالنشر، إضافة إلى قراءات للأعمال التي تقدمها المجموعات، وتبادل لوجهات النظر والآراء بشأنها، ويقوم الكتّاب الضيوف باختيار مواضيع الورش الكتابية، والتي تركز على الحبكة، وبناء الرواية، والشخوص، وشخصية الكاتب، والحوار، ومواضيع أخرى ترتبط ارتباطاً وثيقاً بالكتابة. ويتميز البرنامج بتوفير فرصة للتواصل مع وكلاء الأدب والاستفادة من خبرة ومعرفة أشهر الكتّاب والمختصين في الكتابة الإبداعية.

### مؤتمر دبي للترجمة
نظمت مؤسسة الإمارات للآداب عام 2016 بالشراكة مع المجلس التنفيذي لإمارة دبي مؤتمر دبي للترجمة، كخطوة في طريق إثراء المحتوى المعرفي باللغة العربية، وإتاحة المحتوى الإبداعي العربي للشعوب الناطقة بغير العربية، وتعزيز الإقبال على القراءة. عُقد المؤتمر بين 20 و22 أكتوبر عام 2016 في مقر جامعة محمد بن راشد للطب والعلوم الصحية في مدينة دبي الطبية، بحضور العديد من المتحدثين منهم الكاتبة الجزائرية أحلام مستغانمي والكاتبة المصرية أهداف سويف، ومترجمة الأعمال الأدبية والتاريخية العربية نانسي روبرتس، وغيرهم من الكتاب العالميين وخبراء الترجمة والأساتذة الجامعيين، وتناول المؤتمر على مدار ثلاثة أيام، مختلف الموضوعات المتعلقة بالترجمة من اللغة العربية وإليها، وفيما يتعلق بترجمة الأعمال الأدبية الإبداعية من نثر وشعر، وتم التطرق كذلك إلى الترجمة القانونية والترجمة الطبية الأساليب والوسائل الحديثة المتعلقة بالترجمة.

## مبادرات المؤسسة

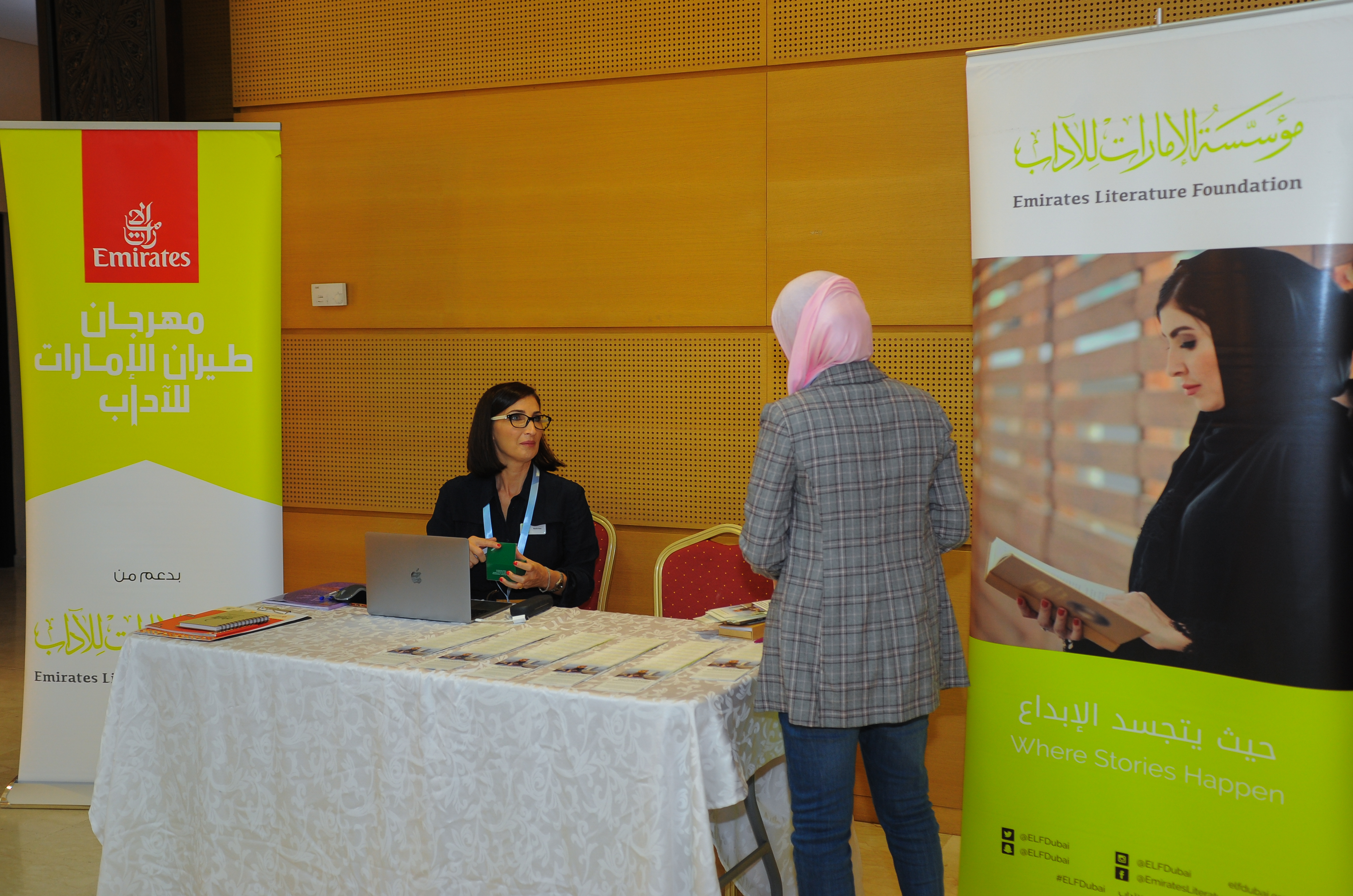
مؤسسة الإمارات للآداب خلال مؤتمر ويكي عربية 2019 بمراكش (المغرب)

### أصوات أجيال المستقبل
وهي مبادرة كتابة أُنشئت لتعزيز الاستدامة واتفاقية الأمم المتحدة لحقوق الطفل، تهدف إلى تمكين محبي الكتابة من الصغار الذين تتراوح أعمارهم بين 8-12 سنة، عبر تشجيعهم على نشر رسالة اتفاقية الأمم المتحدة لحقوق الطفل، وتسليط الضوء على أهداف التنمية المستدامة، ومنح الأطفال الحق في التعبير عن آمالهم وأحلامهم وتطلعاتهم. ينصب تركيز المبادرة على الإبداع والخيال، حيث تُبنى القصص على الشخصيات التي تتغلب على المصاعب.
تم إطلاق المبادرة عام 2014 لأول مرة دولياً وعام 2019 لأول مرة في منطقة الخليج العربي، وتقدم المبادرة مسابقة الكتابة العالمية للأطفال، يسبقها سلسلة مخصصة من الندوات الافتراضية للأطفال وورشات العمل التي تهدف إلى التعمق في بعض أهداف التنمية المستدامة وتوفير بعض النصائح والطرق لتوظيف هذه الأهداف في الكتابة الإبداعية، وهي مسابقة مفتوحة للجميع وتقبل المشاركات فيها باللغتين العربية والإنجليزية، وتتحدد شروط المشاركة فيها بأن يتراوح عدد الكلمات في القصة بين 600 كحد أدنى و1500 كحد أقصى، وأن تتضمن القصة هدفاً واحداً أو أكثر من أهداف التنمية المستدامة، وأن تستعرض مواضيع حول حقوق الطفل ورؤية الكاتب لمستقبل مستدام.
ومنذ إطلاق المبادرة، تم نشر 12 كتاباً (11 كتاب فردي ومختارات من 8 قصص) في نسخ مطبوعة وفي جميع أنحاء العالم، وتتيح المبادرة الفرصة للفائزين للانضمام إلى مجلس عالمي يتكون من مؤلفين من الأطفال الحائزين على جوائز، حيث يتم عرض أعمالهم على الإنترنت وفي كتب ملهمة يتم إرسالها إلى المدارس والمكتبات في جميع أنحاء العالم.

### جائزة أمناء مكتبات المدارس
تأسست الجائزة عام 2016 بالشراكة مع المجلس التنفيذي لإمارة دبي للاحتفاء بالدور الذي يقوم به أمناء المكتبات في المدارس الحكومية والخاصة، حيث يحصل الفائزون على جوائز وعلى الإشادة والتكريم تقديراً للدور والجهد الذي يقدمونه لتعزيز المطالعة وبناء الجيل القادم من القرّاء. يحق لأي من أمناء المكتبات في مدارس دولة الإمارات العربية المتحدة التي تغطي أي فئة عمرية حتى سن 18 عاماً الترشح للجائزة، ويحق للزملاء والمدراء والطلبة والمسؤولين وأولياء الأمور وأي شخص مهتم في المكتبات المدرس ترشيح أمناء المكتبات للفوز بها.
يتم تقييم المرشحين وفقاً لعدة معايير، منها كيف يستغل أمين المكتبة الموارد المتاحة على أفضل وجه، وما هو دوره في رفع المعايير الأكاديمية ومهارات الكتابة والقراءة في المدرسة، وكيف يعزز عادات القراءة بشكل إيجابي في المدرسة، وما هي المشاريع أو الأفكار المبتكرة التي قدمها أمين المكتبة أثناء فترة التعلم عن بعد.

### مشروع القراءة للمتعة
صُمم مشروع القراءة للمتعة من خلال تعاون مشترك بين مؤسسة الإمارات للآداب ووزارة التربية والتعليم في الإمارات، لتركز فيه بشكل رئيسي على تشجيع القراءة من أجل المتعة ونشرها بين الطلبة، ومنح أكثر من 250000 طالب إماراتي فرصة الاستمتاع في قراءة الكتب المختارة باللغتين العربية والإنجليزية.
يمتد مشروع القراءة من أجل المتعة على مدار العام الدراسي، ويغطي جميع مراحل الدراسة للحلقات الثلاثة، وينقسم المشروع إلى خمس دورات، تنقسم ما بين اللغة العربية والإنجليزية لكل حلقة تعليمية، وتشكل هذه الدورات جزءاً من المنهج الدراسي ضمن الجدول الزمني المقرر في المدارس الحكومية عبر جميع الإمارات، ويتم التركيز على كتابٍ واحد لمدة أربعة أسابيع، يتخللها ندوة افتراضية مع المؤلف لمناقشة كتابه مع الطلبة، وفي كل أسبوع يتم مناقشة جوانب مختلفة من الكتاب، مثل الشخصيات والموضوعات والدراما والفنون، وتغطي الكتب المختارة مواضيع متنوعة ومناسبة لمختلف الأعمار والاهتمامات.

### كاتب مكتوب
تأسس مشروع كاتب مكتوب عام 2020 بغرض رفع الوعي بالكتّاب والكتب وبأهمية توفير معلومات ذات مصداقية عالية عن الكتَاب العرب على شبكة الإنترنت، وتتواصل مؤسسة الإمارات للآداب من خلال هذه المبادرة مع المدارس والجامعات والأفراد لتكثيف الجهود وإثراء المحتوى العربي على الإنترنت، بهدف زيادة فعالية وتأثير النشر باللغة العربية على الإنترنت.
يشترك المشروع مع مؤسسات رقمية رئيسية مثل موسوعة ويكيبيديا، حيث يعمل فريق «كاتب مكتوب» كبديل مجموعة المستخدمين الرسمية لويكيبيديا في دولة الإمارات العربية المتحدة، يتمكنوا خلالها من إثراء المحتوى العربي للكتاب العرب على الشبكة وتسريع نموه من خلال التعاون العالمي لزيادة حضور المؤلفين والصفحات المنشورة عنهم في كلا اللغتين الإنجليزية والعربية، إضافة إلى تنظيم مؤتمرات «ويكيبيديا» واستخدام العلامة التجارية لمجموعة مستخدمي ويكيبيديا في الإمارات.
ويعمل المشروع مع منصة جوجل للتأكّد من تعزيز المحتوى العربي بشكل صحيح ومثمر، بالإضافة للتعاون المشترك مع المحدد المعياري الدولي للأسماء (ISNI) لتقديم رقم تعريفي ثابت للكتّاب يهدف لحل مشكلة غموض هوية المؤلفين العرب على شبكة الإنترنت، إضافة لتقديمهم دورات تدريبية لأي شخص يرغب في تعلم كيفية إنشاء صفحات ويكيبيديا، حيث توضح هذه الدورات أهمية المعلومات الموثوقة والدقيقة والمحددة، وهو أمر يساعد في عملية جمع البيانات عن الكتّاب العرب.

### دار "ELF Publishing"
أطلقت مؤسسة الإمارات للآداب دار "ELF Publishing" عام 2022 كمشروع متفرد يركز على الأعمال الروائية ويسلط الضوء على القصص التي يجب أن تُقدم للقرّاء، ونشر أصوات الكتّاب الإماراتيين والكتّاب المقيمين في دولة الإمارات العربية المتحد بغرض تعزيز المواهب المحلية، وبدأت منذ إطلاقها بقبول المسودات الأدبية الروائية، بغرض تقييمها والنظر في إمكانية نشرها، حيث يتم نشر الأعمال المختارة باللغتين العربية والإنجليزية بالإضافة إلى العمل على ترجمتها، كما تشجع المؤسسة القصص التي تختص برواية تاريخ المنطقة من تأليف الإماراتيين والمقيمين بدولة الإمارات، وتركز على تسليط الضوء على القصص الفلكلورية والتاريخ الشفوي بهدف الحفاظ عليها عبر تدوينها في الكتب.

### قسم النشر
ويضم عدة مشاريع تشمل:

### مشروع من الداخل إلى الخارج
وهو مشروع يعتبر الأول من نوعه في العالم العربي، تم إطلاقه من خلال تعاون بين مؤسسة الإمارات للآداب وشرطة دبي وسجن دبي المركزي، بغرض مساعدة السجناء في رواية قصصهم، وينظم المشروع زيارات من مؤلفين مقيمين في دبي ودوليين للتحدث إلى النزلاء حول الكتب، كما أطلقت المؤسسة عام 2020 كتاب «غداً سأطير» المتوفر باللغة الإنجليزية فقط، الذي يضم مجموعة من المقالات كتبها نزلاء المؤسسات العقابية والإصلاحية في دبي، تجسد أفكارهم وتأملاتهم وقصصهم.

### مجموعة كتب التسامح
وهو مشروع مشترك بين مؤسسة الإمارات للآداب ووزارة التسامح الإماراتية، يدعم الكتّاب والرسامين الإماراتيين ويهدف لنشر سلسلة من ثلاثين قصة للأطفال حول موضوع التسامح (باللغتين العربية والإنجليزية)، ويواصل المشروع عمل المؤسسة في تطوير ورعاية الكتاب والشعراء والرسامين الإماراتيين، وتوزيع الكتب على المكتبات والمدارس والمراكز الثقافية في جميع أنحاء الإمارات والعالم كجزء من مبادرة المؤسسة.

### في حب الكلمات
مجموعة من المقالات والقصائد والقصص القصيرة من مؤلفين ومتحدثين ورسامين وشعراء من الذين شاركوا في مهرجان طيران الإمارات للآداب على مر السنين، وتم إطلاق كتاب يحمل عنوان المشروع عام 2018 خلال المهرجان باللغة الإنجليزية فقط.

### أندية الكتب
تستضيف مؤسسة الإمارات للآداب عدة أندية لمحبي الكتب من جميع الأعمار، سواء من اليافعين ممن يتطلعون إلى رفع مستوى قرائتهم واكتشاف كتب جديدة، أو من فئة الكبار ممن يأملون في مقابلة أشخاص يشاركونكم شغفهم، ومن هذه الأندية نادي المؤسسة للكتب الذي يُعقد مرة في الشهر حيث يجتمع قرّاء نادي الكتب لمؤسسة الإمارات للآداب طوال العام، مع مختارات متنوعة من الكتب كل شهر، كما يسلط الضوء على أعمال ضيوف دورة المهرجان المقبلة والاستمتاع بقرائتها.
وتنظم المؤسسة نادي “A Matter of Fact” للكتب بالتعاون مع شريك المؤسسة للتحليل والرصد الإعلامي «كارما»، ويسلط الضوء على الأعمال غير الروائية، إضافة إلى نادي الكتاب للأطفال الذي يجتمع فيه الأطفال شهرياً لمناقشة الكتب المخصصة للأطفال بما في ذلك كتب ضيوف الدورة المقبلة لمهرجان طيران الإمارات للآداب، ونادي الكتاب لليافعين الذي يجتمع فيه اليافعين مرة كل شهر لمناقشة الكتب المخصصة للناشئة واليافعين.

## إنجازات أخرى
في عام 2015، عقدت المؤسسة برنامجًا إرشاديًا للكتاب الإماراتيين الشباب الذين يكتبون باللغة الإنجليزية. حصل الفائز فيها على فرصة فريدة لتلقي الإرشاد والنصائح من قبل الكاتبة الشهيرة ليز فينويك. كما حصلت المؤسسة على جائزة رواد الإمارات 2016 لتعزيز مبادرات القراءة.
وفي عام 2016، أجرت المؤسسة دراسة استقصائية حول عادات القراءة في دولة الإمارات العربية المتحدة، وتم الإعلان عن نتائجه في المؤتمر الصحفي الخاص بالإمارات ليت فيست في فبراير2017.
وقامت  المؤسسة  بعقد شراكة مع مدينة إكسبو لإدارة نادي تواصل العقول للكتاب حيث وجه دعوة للمؤلفين من كافة  أنحاء العالم  لإجراء ندوات  وورشات  أمام مجتمع دبي حول مواضيع متنوعة متعلقة  بالتغيّر المناخي.